# HOCUS POCUS (Nissyのアルバム)
『HOCUS POCUS』（ホーカス ポーカス）は、2016年3月24日にavex traxから発売のNissyの1作目のスタジオ・アルバム。Nissy盤（CD＋DVD3）、「CD＋DVD」盤、通常盤の3形態で発売。通常盤以外は受注限定発売となる。4月20日から全国のレンタルショップでレンタル盤を発売。

## 収録曲

### Disc1（CD：全タイプ共通）
1. Playing With Fire [4:32]
作詞：宏実、作曲：T-SK・MoonChild・SIRIUS
5thシングル
2. どうしようか? [2:46]
作詞、作曲：SHIROSE from WHITE JAM
1stシングル
3. Never Stop [3:59]
作詞：宏実、作曲：HENRIK Nordenback・Christian Fast・Didrik Thott
4thシングル
4. SHADOWS [4:03]
作詞：宏実、作曲：BASIM・MUSOH
5. KISS&DIVE [4:07]
作詞：Takahiro Nishijima・SHIROSE from WHITE JAM、作曲：FREMBERG DAVID NILS MATTIAS・RUDDEN STEPHEN・SHIROSE from WHITE JAM
6. テレパシー [4:07]
作詞：Takahiro Nishijima・SHIROSE from WHITE JAM、作曲：SHIROSE from WHITE JAM・LIDBOM ERIK GUSTAF
7. ワガママ [3:41]
作詞：Takahiro Nishijima・SHIROSE from WHITE JAM、作曲：SHIROSE from WHITE JAM・ヒロイズム
2ndシングル
8. GIFT [3:24]
作詞：H.U.B.、作曲：SUI・SIRIUS・BIG-F
9. SUGAR [4:01] 
作詞：宏実、作曲：FLORES RYUICHI・HOUSMAN JASON ARNER・HOLYFIELD CHRIS・HOLYFIELD ANDREW JOHN
10. DANCE DANCE DANCE [3:17]
作詞、作曲：SHIROSE from WHITE JAM
3rdシングル
11. My Luv [3:50]
作詞：宏実、作曲：HENRIK Nordenback・ SIRIUS・Jasmine Anderson・Christian Fast
12. SPACESHIP [4:42] (CD+DVD)/ [7:29] (レンタル盤) ※隠しトラックとしてコメントあり
作詞：宏実、作曲：Starfish・MoonChild

### Disc2（DVD）
1. どうしようか？
2. ワガママ
3. GIFT
4. DANCE DANCE DANCE
5. Never Stop
6. Playing With Fire
7. SUGAR

### Disc3、4（DVD）
1. 西島くんの夏。。。えっ。。LasVegas
2. 長編ドキュメンタリー映像(約3年間分の西島隆弘～Nissy～)